# Plectranthus unguentarius
Plectranthus unguentarius là một loài thực vật có hoa thuộc họ Lamiaceae.
Loài này chỉ có ở Namibia.
Môi trường sống tự nhiên của chúng là vùng nhiều đá.
Chúng hiện đang bị đe dọa vì mất môi trường sống.